# Subregiones del Quindío

Subregionesdel Quindío.

Con el nombre de subregiones se le conoce a las subdivisiones administrativas que conforman el departamento colombiano del Quindío. En total son 5 subregiones que no son relevantes en términos de gobierno, y que fueron creadas para facilitar la administración del departamento; agrupan los 12 municipios del departamento, incluyendo a la capital.
Las subregiones del Quindío son las siguientes:
Capital, Cordillerana, Fría,  Norte y Valle

## Subregiones
| Capital                        | Cordillerana             | Fría               | Norte    | Valle                              |
| ------------------------------ | ------------------------ | ------------------ | -------- | ---------------------------------- |
| Armenia • Buenavista • Calarcá | Córdoba • Génova • Pijao | Filandia • Salento | Circasia | La Tebaida • Montenegro • Quimbaya |